# Roland Evelyn Turnbull
Sir Roland Evelyn Turnbull KCMG (* 9. Juni 1905; † 23. Dezember 1960) war ein britischer Kolonialbeamter und Gouverneur von Britisch-Nordborneo.

## Biografie
Turnbull, Sohn von George Turnbull, besuchte das King’s College London und das St John’s College, Oxford. 1929 trat er in den Britischen Kolonialdienst ein und war ab 1934 auf den malaiischen Halbinsel in Terengganu und Brunei in tätig. Von 1940 bis 1943 war er Kolonialsekretär in Britisch-Honduras und während des Krieges von 1943 bis 1945 im Verteidigungsministerium des Vereinigten Königreichs eingesetzt. Danach war in Zypern bis 1950 Kolonialsekretär. Am 9. September 1948 heiratete er Sylvia Emily Woodman Burbidge, eine Tochter von Sir Richard Woodman Burbidge, 2. Baronet. Von 1950 bis 1953 war er in Kapstadt Chief Secretary und Stellvertreter des Hochkommissars für Basutoland, Betschuanaland und Swasiland (BBS).
In seiner letzten Position war er vom 4. März 1959 Gouverneur in Nord-Borneo. In dieser Verwendung wurde er 1956 als Knight Commander des Order of St Michael and St George geadelt.